# Besturingseenheid
De besturingseenheid, ook controle-eenheid, is het onderdeel van een processor of hetzelfde centrale verwerkingseenheid CPU van een computer, dat de werking van die processor stuurt. De besturingseenheid vertelt het computergeheugen, de arithmetic logic unit en de randapparatuur hoe te reageren op instructies van een programma.
De besturingseenheid dirigeert de werking van de andere eenheden door te voorzien in timing en stuursignalen. De meeste onderdelen van een computer worden door de besturingseenheid beheerd. De besturingseenheid dirigeert de stroom van gegevens tussen de CPU en de andere apparaten. John von Neumann nam de besturingseenheid als onderdeel van de Von Neumann-architectuur op.
De besturingseenheid is in moderne computerontwerpen typisch een intern deel van de CPU. De algemene rol en werking van de besturingseenheid is sinds haar introductie onveranderd gebleven.